# Радегунда
Радегу́нда (также Радегонда Тюрингская или святая Радегунда; лат. Radegunda или Radegonda; около 518, Эрфурт, Тюрингия — 13 августа 587, Пуатье, Франкское государство) — королева франков, жена Хлотаря I, дочь короля Тюрингии Бертахара. Святая: была канонизирована, день её памяти празднуется 13 августа. Имя Радегунда в переводе с древневерхненемецкого языка означает «Воительница советами», от Rat (совет) и Kampf (борьба).

## Биография

### Принцесса Тюрингии
Святая Радегунда родилась приблизительно в 518 году в Эрфурте, главном городе государства Тюрингия. Она была дочерью короля Тюрингии Бертахара, одного из трёх правителей, наряду с его братьями Герменефредом и Бадерихом, разделивших между собой ориентировочно в 507 году королевство Тюрингия.
В 525 году Герменефред неожиданно напал на своего брата Бертахара, убил того и захватил его королевство. После этого Радегунда вместе со своим младшим братом, имя которого в исторических источниках того времени не упоминается, была воспитана при дворе своего дяди. В 529 году, подстрекаемый своей злой и жестокой женой Амалабергой, Герменефред восстал против своего другого брата — Бадериха. Герменефред заключил союз с королём Австразии Теодорихом I, пообещав тому в случае победы отдать половину королевства брата. В произошедшем сражении победа осталась за Герменефредом и Теодорихом I, Бадерих погиб, однако Герменефред отказался выполнить условия договора и сохранил за собой всё королевство.
В 531 году Теодорих I, используя как предлог обвинение Герменефреда в том, что тот так и не передал ему часть своего королевства, объявил войну тюрингам. Он заключил союз со своим братом Хлотарем I и выступил против Герменефреда. В произошедшей битве на реке Унструт братья нанесли сокрушительное поражение тюрингам, многие из которых погибли, и захватили почти всю Тюрингию. Король Герменефред бежал, укрывшись в крепости Скитинг (совр. Бургшайдунген на реке Унструт). Между тем Теодорих I, устроив неудачное покушение на брата, поссорился с Хлотарем, и тот отказался от продолжения войны и вернулся в своё королевство, прихватив с собой часть захваченных трофеев, среди которых была и племянница короля Герменефреда, дочь его брата Бертахара, Радегунда вместе со своим младшим братом.

### Пленница Хлотаря I

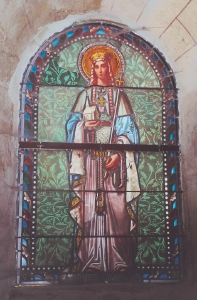
Витраж c изображением св. Радегунды в церкви Нотр-Дам в Мортемере (департамент Вьенна).

Хлотарь I намеревался воспитать её в духе смирения и впоследствии сделать своей женой. Вернувшись домой, он предоставил Радегунде свою королевскую резиденцию на вилле Ати в Вермандуа близ реки Соммы, где она получила первоклассное литературное и религиозное образование, редкое по тем временам, в особенности для женщин. Изначально Радегунда была язычницей, но в городке Ати познакомилась с христианским учением и приняла святое крещение. Изучая основы христианской веры и латынь, она научилась писать и читать, что для того времени считалось высоким уровнем образования, до которого дотягивали не все короли. Будучи ещё совсем ребёнком, она проводила много времени в молитвах и с детства мечтала посвятить себя монашеской жизни.
Наделённая от природы сердечностью и состраданием, она плакала над житиями святых и тоже мечтала стать мученицей. Любовь к Богу привела её к проблемам простых людей. Вокруг неё в домиках для прислуги царили голод и нищета. Обездоленные люди зачарованными глазами смотрели на молодую и прелестную принцессу, сердце которой наполнялось жалостью к этим несчастным. Наперекор воле своей свиты она очень часто собирала у себя бедняков, отмывала их в большом котле, усаживала за стол и кормила досыта. А потом обращалась к их душам, помогая нести бремя жизни: рассказывала им о Боге и зачитывала тексты из Священного Писания.
Радегунду окружали знатные сверстницы, среди которых было очень много сплетниц, завистниц и соперниц. Для них она всегда оставалась чужестранкой, принцессой захваченной страны и при случае, ей постоянно напоминали об этом. Их зависть разгоралась ещё сильнее, если они видели, что Радегунда находилась под покровительством самого короля. Тем более, что он овдовел, после смерти Гунтеки, и появились упорные слухи, что иностранка может стать новой королевой франков.

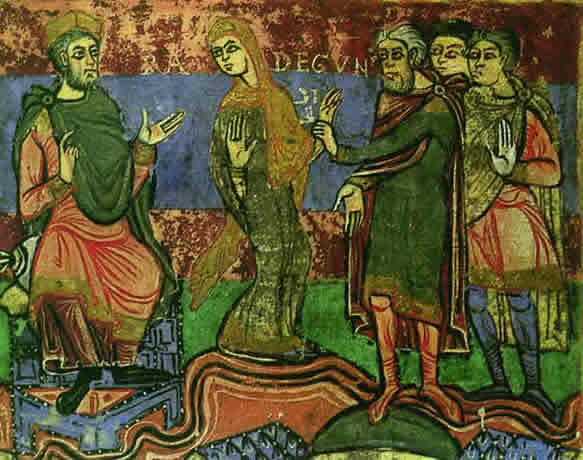
Радегунда предстаёт перед Хлотарём I. Житие Радегунды. XI век. Городская библиотека Пуатье.

У Меровингов в ходу было «многожёнство», но в современном понимании значение этого термина немного отличается. В V—VIII веках был широко распространён конкубинат — основанный на германском праве институт сожительства, с точки зрения современных историков не нарушавший законов того времени. Со стороны христианской церкви больших проблем по этому поводу не возникало, так как её представители в большинстве случаев смотрели на эти связи сквозь пальцы, но существование у одного монарха нескольких законных жён церковь запрещала. В качестве конкубин («вторых жён») выступали женщины, занимающие более низкое положение в обществе, чем их «супруг», а вот венчанная («главная жена») должна была быть знатного или королевского происхождения, и если монарх в целях достижения каких-либо политических целей хотел заключить новый брак, то тут возникали проблемы, так как, чтобы он стал легитимным, ему необходимо было развестись с предыдущей законной женой.
Незаметно пролетело почти восемь лет, и в 538 году Хлотарь вызвал красивую пленницу ко двору. Увидев, что Радегунда повзрослела и похорошела, король, несмотря на большую разницу в возрасте, решил заключить с ней законный брак, хотя на тот момент у него были ещё две «вторые жены» — родные сёстры Ингунда и Арнегунда. Назначив день свадьбы, он начал готовиться к бракосочетанию, но Радегунда вовсе не хотела выходить за него замуж. Придя в ужас от подобной участи, она тайно покинула королевский двор и попыталась скрыться, взяв с собой только преданную служанку. Но далеко убежать ей не удалось, и вскоре, недалеко от Перонна, она была схвачена и немедленно доставлена в Суассон, где и состоялось свадебная церемония, которая проходила в присутствии святого Медарда, епископа Нуайонского. Радегунду вопреки её воле обвенчали с королём Хлотарём, и она стала женой ненавистного ей человека.

### Королева франков

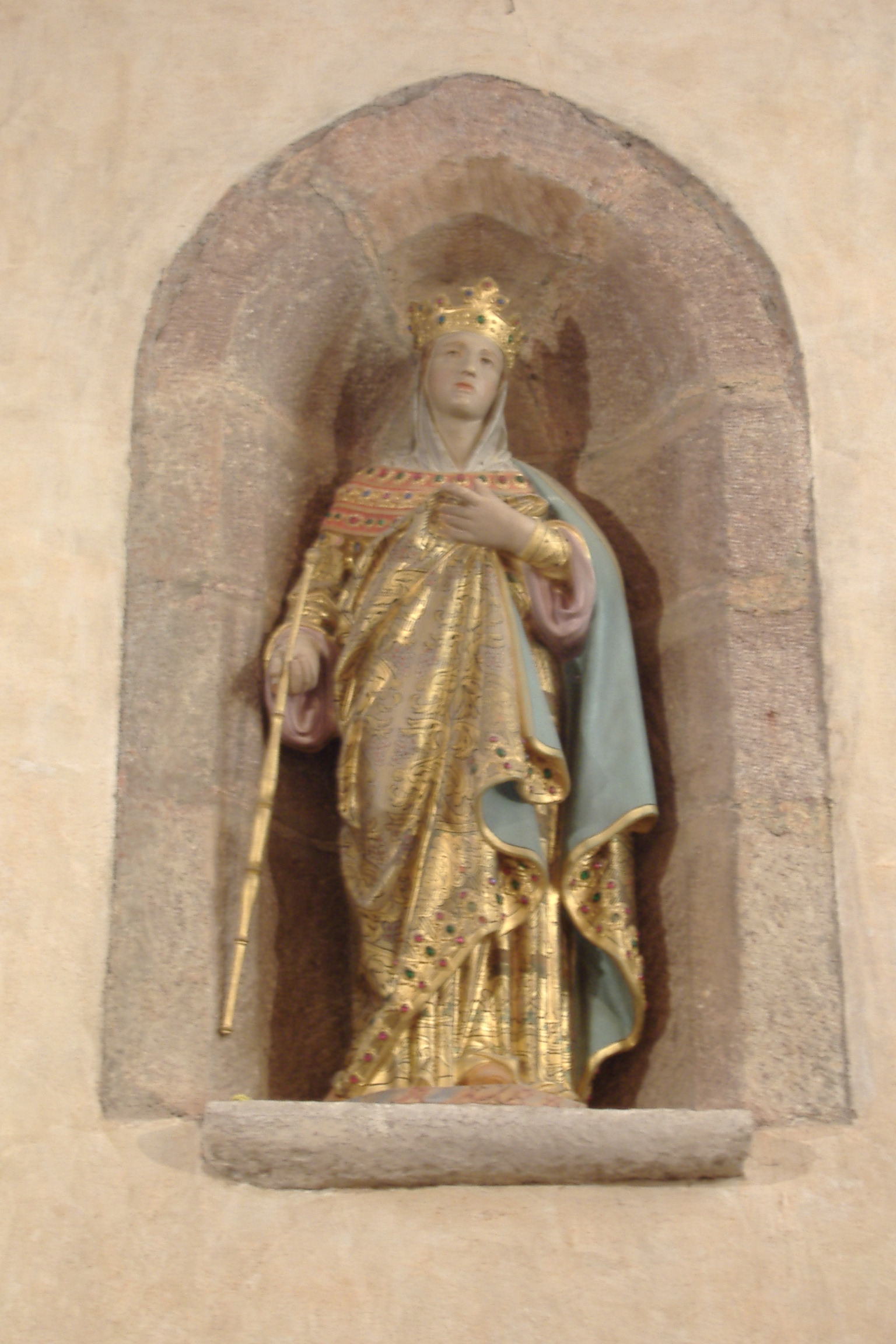
Статуя святой Радегунды в хоре церкви Сен-Радегунде. (Аверон, Франция).

Смирившись со своей судьбой и став королевой, Радегунда активно участвовала в делах государства, вместе с мужем принимала иностранных послов, держала себя с достоинством и ни от кого не зависела в своих решениях. Хлотарь уважал свою супругу, прислушивался к её советам, но всё равно между ними возникали ссоры. При дворе под своей королевской одеждой она носила грубую власяницу, а когда принимала участие на пирах и банкетах, то просила подавать для себя блюдо из бобов или чечевицы, а слугам повелевала раздавать хлеб нищим. Но при этом она всегда оставалась верной своей мечте, и как только наступал час богослужения, она удалялась молиться. Радегунда очень не любила дикие увеселения королевского двора: военные смотры и разнообразные турниры, шумную охоту и бесконечные пиры с обильными возлияниями. Больше всего на свете она стремилась стать монахиней, ведя аскетическую жизнь, лишая себя удовольствий и строго соблюдая посты. Хроники называют Радегунду одной из лучших франкских королев.
После свадьбы Хлотарь отдал Радегунде поместье Ати и другие владения в её личное распоряжение, где она основала больницу для бедных, которую часто посещала и сама ухаживала за больными. Видя, что Радегунда чересчур подвержена благочестию, придворные говорили королю: «Ты женился на монашке, а не на королеве!». Хлотаря раздражало поведение супруги и он осыпал её упрёками, но затем под впечатлением от её святости, возмещал свои оскорбления помилованием приговорённых к смерти и подарками, которые она сразу раздавала бедным. Милостыне она посвящала большую часть своего времени, отдавая свои украшения церквям и монастырям, и раздавая всё своё имущество вплоть до одежды обездоленным.
Их брак продлился больше десяти лет, детей они не имели. «За это время Радегунде опостылел её королевский титул, и она всячески уклонялась от выполнения королевских обязанностей», — писал её биограф. В 555 году, не оставив наследников, умер король Австразии Теодебальд, внук Теодориха I. Хлотарь сразу же присоединил его земли к своим, не поделившись со своим братом Хильдебертом I, так что теперь его королевство граничило с родиной его жены Тюрингией, которая после смерти Герменефреда в 534 году платила дань франкам. Брат Радегунды, опальный принц, жил рядом с сестрой и когда, в 555/556 году, вспыхнуло восстание в соседней Тюрингии, то он, вероятнее всего, мог бы возглавить этот мятеж. Возможно, чтобы этого не произошло, Хлотарь приказал убить его, используя для этой цели преступников. Но это только предположение, так как исторические источники того времени не связывают смерть брата Радегунды с походом против тюрингов. Сообщается только то, что он собирался бежать в Константинополь, но по просьбе сестры остался, однако из текста неясно, относится это ко времени непосредственно перед его гибелью, или к более раннему периоду его жизни при дворе Хлотаря. Как возможная дата этого события и принятия монашества Радегундой часто упоминается 550 год, так что его смерть наступила, вероятно, между 550 и 555 годами.

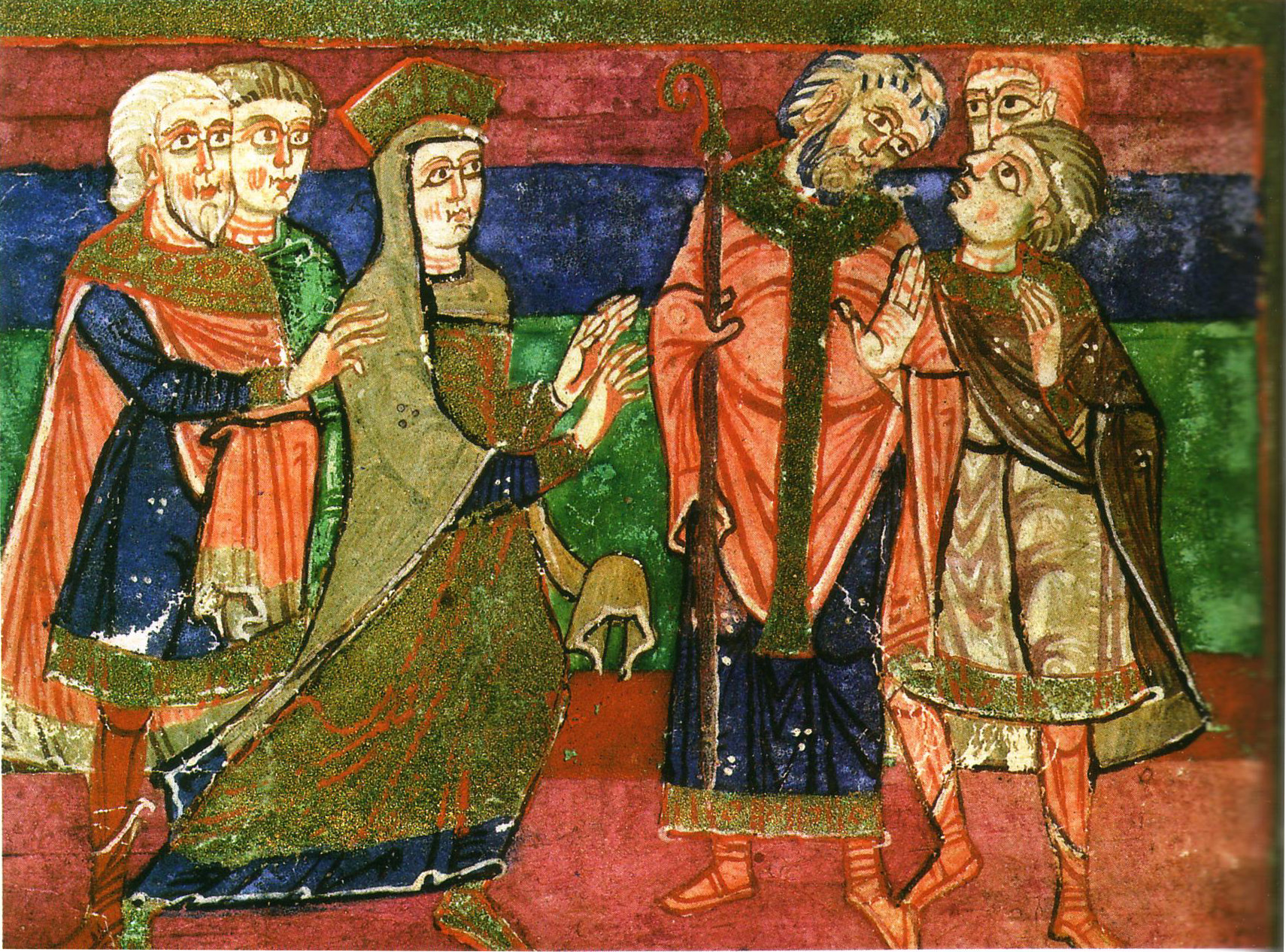
Радегунда хочет уйти в монастырь. Житие Радегунды. XI век. Городская библиотека Пуатье.

Радегунда в это время отсутствовала, она объезжала близлежащие монастыри, но вернувшись ко двору и узнав, что её любимого брата убили, сначала устроила большой скандал, затем отправилась в церковь, чтобы «отмолить лежащую на Хлотаре невинно пролитую кровь», и в конце концов решилась на побег. В тайне она ушла из дворца и отправилась в Нуайон, где обратилась к местному епископу Медарду, который славился своим благочестием, с просьбой постричь её в монахини. Епископ сначала заколебался, потому что нужно было расторгнуть брак, совершённый по всем канонам салического права — основного закона франков, кроме того он опасался, что король может сместить его с занимаемой церковной кафедры. Но затем, поддавшись на уговоры королевы, внял её мольбам, расторг брак и рукоположил в дьяконисы. Хлотарь пытался вернуть Радегунду, но не преуспел в этом, тогда он взял себе новую жену, заключив брак с Вульдетрадой, вдовой Теодебальда, но вскоре развёлся с ней по настоянию духовенства.

### Монахиня аббатства Сен-Круа де Пуатье

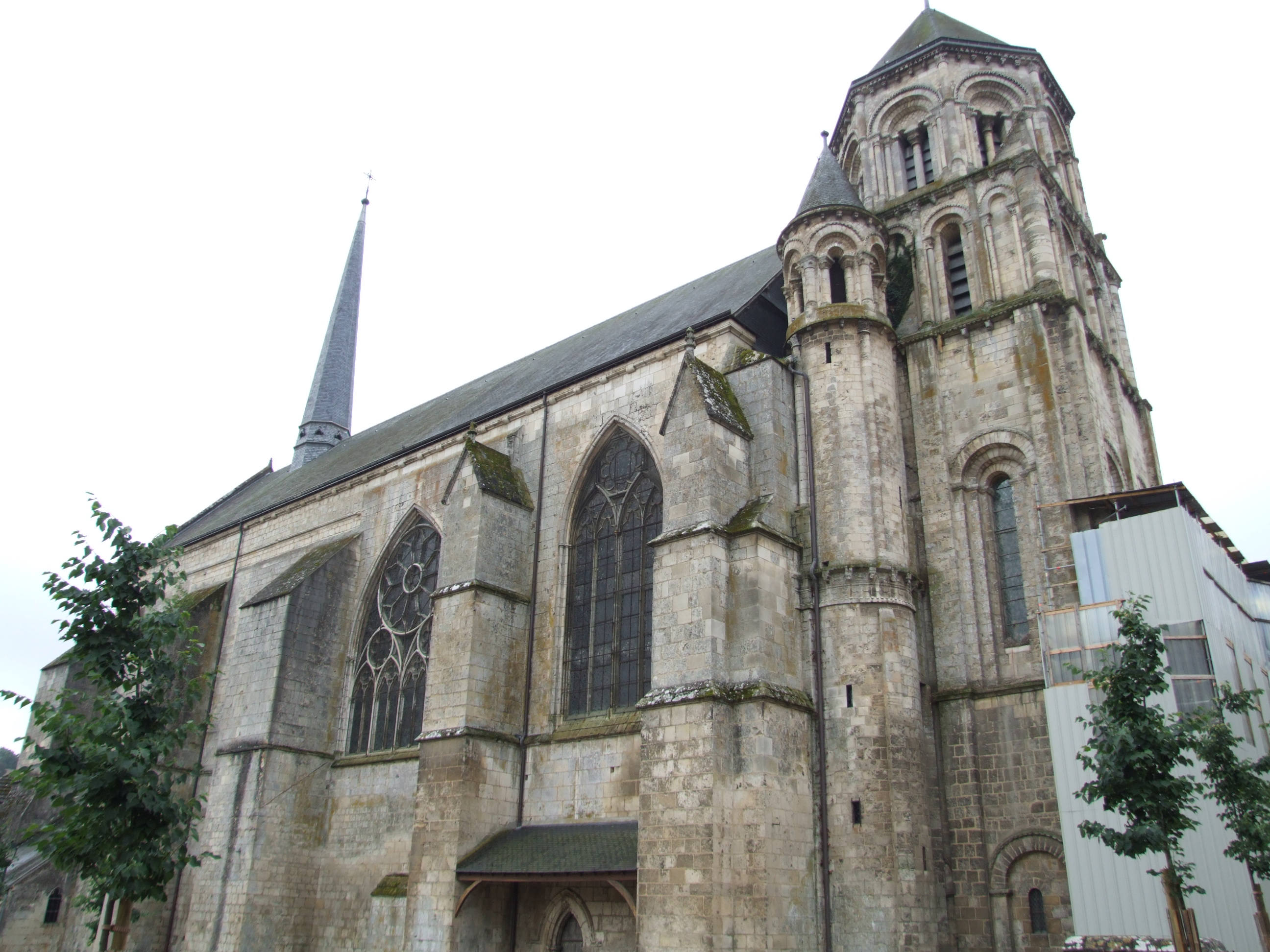
Церковь Святой Радегунды.

Став монахиней, Радегунда немедленно уехала в Тур, чтобы поклониться там могиле святого Мартина Турского. Впервые в жизни она была по-настоящему счастлива. В Туре Радегунда не задержалась, а двинулась дальше в Пуатье, где, по совету отшельника Жана из Шинона, основала женский монастырь под покровительством святого Илария Пиктавийского (впоследствии монастырь Святого Креста), использовав для строительства средства, вырученные от продажи своего приданого. Здесь она собрала девушек из богатых семей, которые хотели жить в монастыре, отрешившись от мирских дел в трудах и молитвах. В стенах монастыря могла найти еду и кров любая женщина, искавшая спасения от мирских страстей или от насилия в семье.
Узнав, что во время своего паломничества в Тур в 561 году, Хлотарь решил вернуть её ко двору, Радегунда, просьбами и категорическим отказом, отвоевала себе право остаться в стенах монастыря. Она настойчиво просила защиты у епископа Парижа Германа, который сопровождал короля. Епископ упал в ноги Хлотарю перед могилой святого Мартина и уговорил того отступить, после чего сам отправился в Пуатье, чтобы лично донести эту новость Радегунде. Он же рукоположил в игуменьи Агнессу, «наиболее близкую ученицу, духовную дочь и подругу детства Радегунды». Радегунда отказалась стать аббатисой, а возложила эту ответственность на Агнессу, однако церковные иерархи и светские правители обращались в письмах именно к ней.

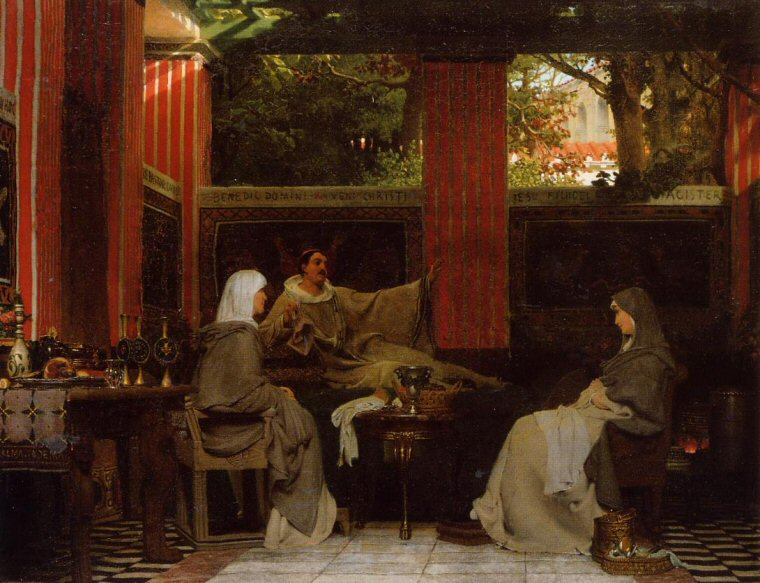
Венанций Фортунат читает стихи королеве Радегунде. Лоуренс Альма-Тадема (1862).

Со дня своего рукоположения и до самой смерти Радегунда ела только сырые плоды и овощи, а во время поста каждые четыре дня она сама дробила каменным жерновом зерно, которое служило пищей для неё и других монахинь. Жизнь в монастыре протекала по строго заведённому порядку. Два часа в день все сёстры уделяли литературным занятиям, наиболее образованные из которых переписывали старинные рукописи. Остальное время распределялось между молитвами, чтением религиозных книг и рукоделием. Радегунда так же как и все подметала комнаты, поддерживала огонь, готовила на кухне, стирала и чинила грязное белье, носила воду и дрова. Всегда пребывала в хорошем настроении и была готова стать служанкой для всех, в особенности для нищих и обездоленных. Прокажённых она принимала в стороне без свидетелей, омывала им лица, обнимала с любовью, заботилась об их гнойных ранах, а напоследок одаривала подарками. Тем не менее, авторитет её был непререкаем.
Последние годы жизни Радегунды скрасило неожиданное появление преданного друга, в 567 году монастырь посетил путешествующий по Галлии известный поэт того времени Венанций Фортунат, прибывший из Италии. В лице Радегунды и Агнессы он обрёл родственные души, и остался жить в Пуатье, взвалив на свои плечи мужские заботы. Радегунда часто проводила с ним вечера в долгих беседах, вспоминая о детстве, любимой Тюрингии и родных. Венанций Фортунат стал её духовником и биографом. Он написал первую версию её жития, вторую — монахиня того же монастыря Баудонивия. Сохранились две поэмы, написанные Венанцием и Радегундой в сотрудничестве. Также он посвятил ей много стихотворений, прославляющих её ум, достоинство и благочестие.
Сначала отношения между Радегундой и епископами Пуатье — Пиенцием и Пасценцием II — отличались взаимной любовью и уважением, но затем испортились при епископе Маровее, который обиделся на её большое духовное влияние на епархию. Для своей веры она мечтала получить частичку святой реликвии Животворящего Креста Господня, который Иисус Христос нёс на Голгофу и на котором его распяли. Используя свой авторитет, стала инициатором переписки с византийским императором Юстином II по поводу доставки реликвии в Галлию, а затем послала клириков за ней в Константинополь. В 568 году Радегунда получила от императора в качестве дара эту величайшую реликвию, но епископ Маровей, раздражённый тем, что не оказался причастным к этому событию, отказался встречать её и исчез. Тогда королева отправила гонцов к Сигиберту I, сыну Хлотаря, чтобы тот повелел кому-нибудь из епископов поместить эту святую реликвию в монастыре с соответствующими почестями. Король поручил это сделать епископу города Тура Евфронию, который прибыл со своими клириками в Пуатье и перенёс святыню в монастырь с громким пением псалмов, с зажжёнными свечами и при воскурении ладана. Ради этого она впервые вышла за монастырские ворота встречать присланный из Константинополя кусочек голгофского креста, обрамлённый драгоценными камнями. С этой реликвией, несохранившейся до наших дней, Радегунда не расставалась никогда. Сначала она была помещена в монастырь Тура, а затем 19 ноября была перенесена в Пуатье, где её приветствовало всё население города. Люди пели гимны, сложенные по этому поводу Венанцием Фортунатом, а святыня была помещена в монастырь, который с тех пор стал носить имя Святого Креста (аббатство Сен-Круа де Пуатье).
Кстати, после обмена послами Радегунда получила возможность установить связь с роднёй, укрывшейся в Константинополе, где её двоюродный брат, Амалафрид, которого она очень любила, был принят на византийскую военную службу, хотя, скорее всего, к этому времени он уже умер, потому что после 552 года о его судьбе ничего не известно. По этому поводу Фортунат от её лица написал элегию «О гибели Тюрингии».

### Смерть Радегунды

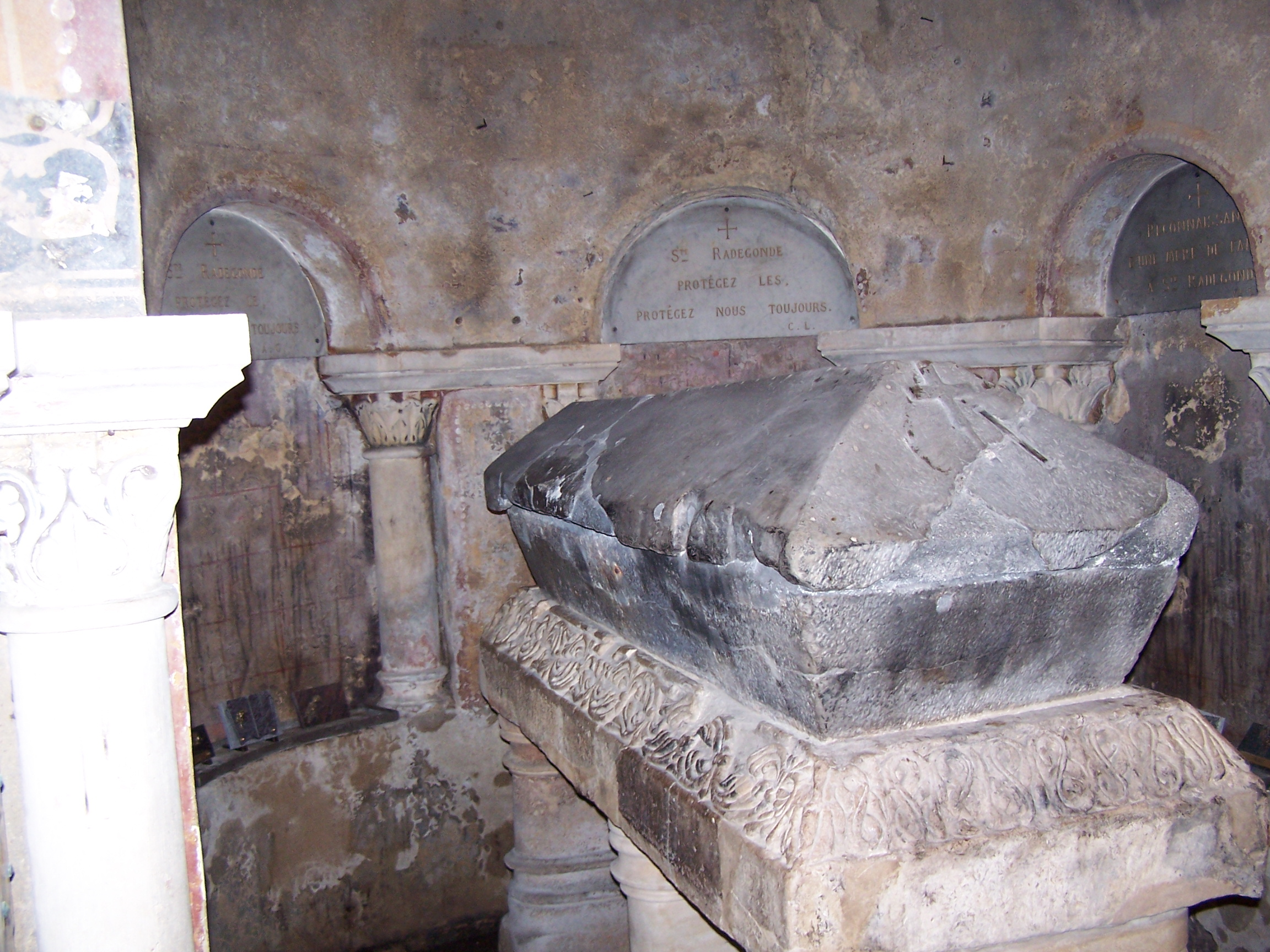
Саркофаг св. Радегунды

До самого конца своей жизни Радегунда сотворила множество добрых дел, в том числе, старалась остановить или предотвратить ссоры и междоусобные войны между четырьмя сыновьями Хлотаря, которые после смерти отца разделили между собой его королевство. Почитавшаяся святой ещё при жизни, она давала зрение слепым, изгоняла демонов и возвращала здоровье, поэтому её сравнивали с великим чудотворцем святым Мартином Турским.
По преданию, незадолго до смерти Радегунда увидела Самого Спасителя, Который возвестил её о скором уходе из земной жизни и сказал: «Ты самый большой бриллиант в Моей короне. Сейчас ты у меня на коленях, но скоро будешь в сердце Моём». В память об этом видении на каменном полу, куда ступил Христос своей босой ногой, остался след Его стопы, который и сегодня можно видеть в церкви Святой Радегунды в Пуатье.

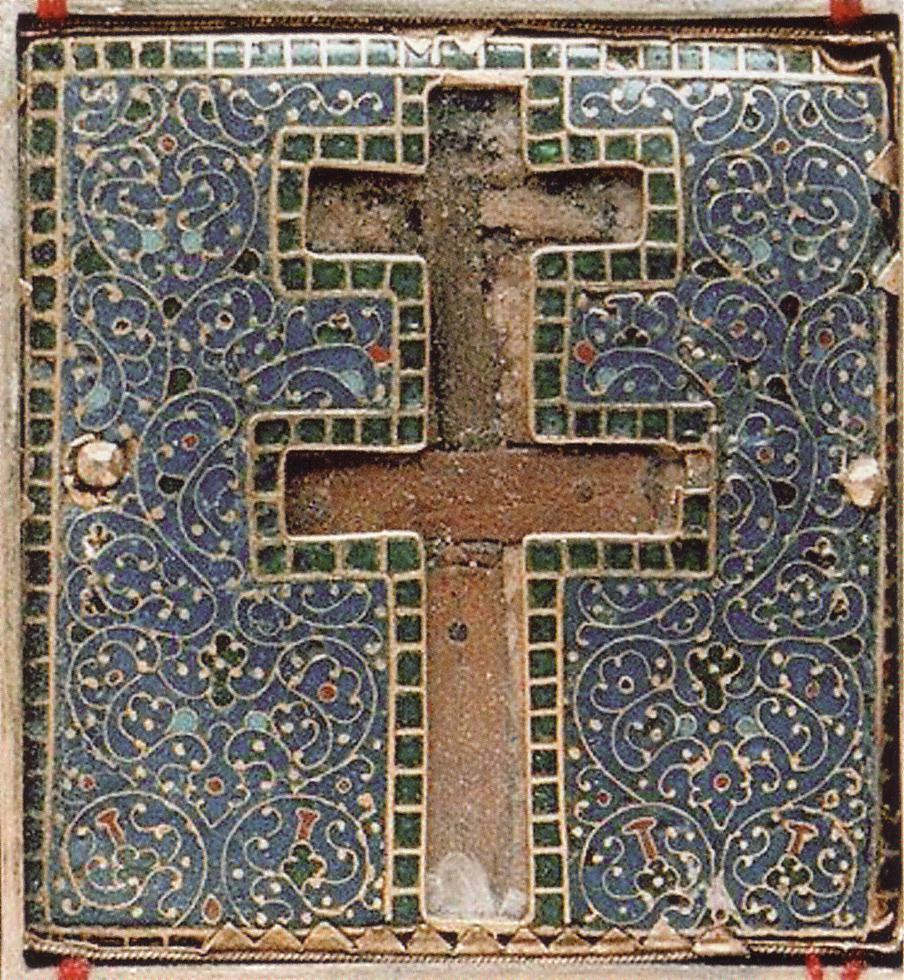
Реликварий аббатства Сен-Круа де Пуатье

Она упокоилась с миром несколькими днями позже, 13 августа 587 года, её тело долго лежало в церкви города Пуатье, и много верующих провожало великую святую в последний путь. Её похороны состоялись 25 августа, в отсутствие епископа Маровея, их возглавил Григорий Турский, преемник Евфрония на Турской кафедре. Саркофаг и сейчас находится в крипте той церкви в Пуатье, названной позже в её честь. Почитание святой Радегунды затем широко распространилось по всей Европе.

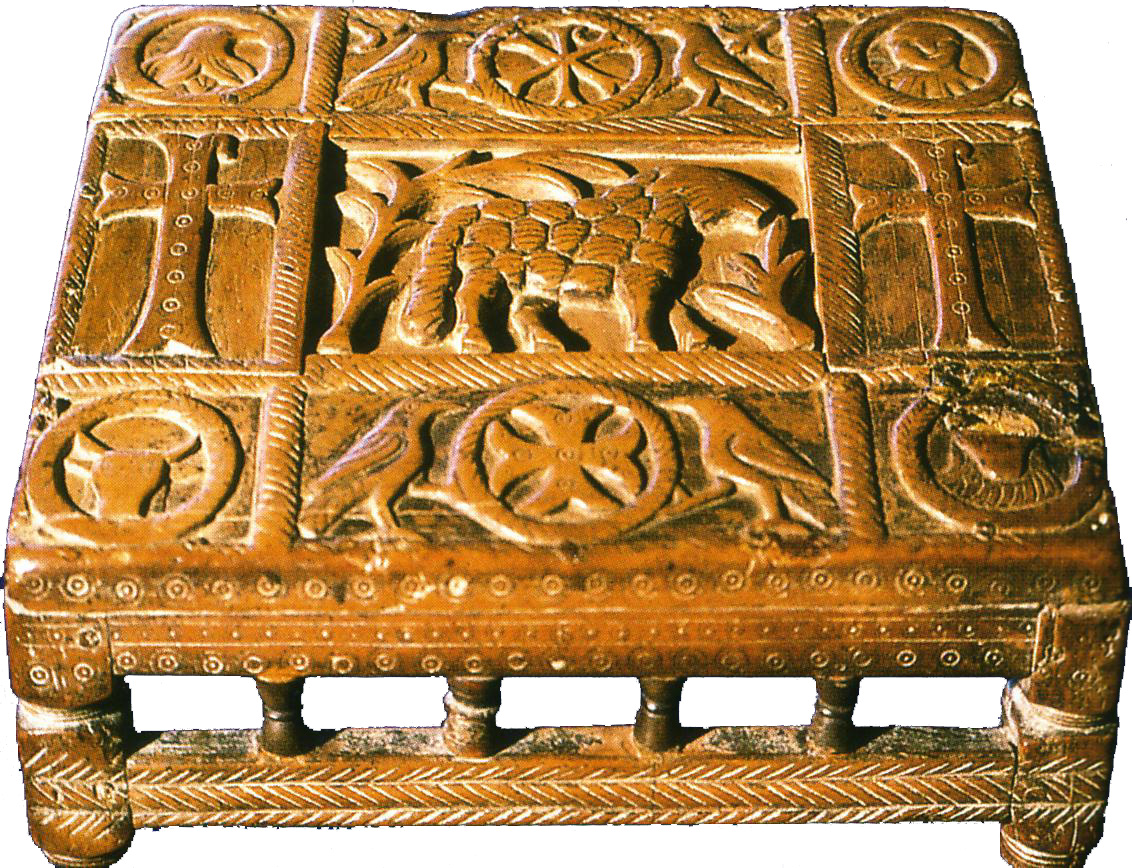
Пюпитр Святой Радегунды

Монахини аббатства Сен-Круа де Пуатье сохранили до наших дней некоторые вещи, относящиеся к жизни Святой. Прежде всего, это ставротека — реликварий монастыря Святого Креста. В монастыре также сохранился подголовник, который называют пюпитром святой Радегунды. Ещё одно наследие святой — бронзовый крест, называемый крестом Радегунды, размером 0,113 метра на 0,110 метра, контуры которого сохранили на себе потёртости от её рук. К сожалению, ковчег святой Радегунды, в котором хранился кусочек голгофского креста, привезённого из Константинополя, бесследно исчез во время Великой французской революции 1789—1799 годов. Само же аббатство Святого Креста было перенесено в местечко Сен-Бенуа, которое находится в семи километрах к югу от Пуатье.

## Комментарии
1. ↑  Однако в разных исторических источниках указываются различные примерные датировки этого события: 519, 520, 521 и даже 523 годы.